# Cynodon (musgo)
Cynodon es un género de musgos perteneciente a la amilia Archidiaceae. Comprende 2 especies descritas y  aceptadas.

## Taxonomía
El género fue descrito por Samuel Élisée von Bridel y publicado en Muscologia Recentiorum Supplementum 4: 99. 1819[1818].

## Especies aceptadas
A continuación se brinda un listado de las especies del género Cynodon (musgo) aceptadas hasta febrero de 2015, ordenadas alfabéticamente. Para cada una se indica el nombre binomial seguido del autor, abreviado según las convenciones y usos.
- Cynodon flexicaulis (Schwägr.) Steud.
- Cynodon inclinatus (Hedw.) Brid.